# Michael Brook
Michael Brook (* 1951 Toronto) je kanadský kytarista, hudební producent a skladatel. V roce 1996 byl neúspěšně nominován na cenu Grammy za produkci alba Night Song pákistánského hudebníka jménem Nusrat Fateh Ali Khan. Spolupracoval rovněž s dalšími hudebníky, mezi které patří Robert Fripp, Jon Hassell, Brian Eno a Trey Gunn. Složil také hudbu k filmům, jako například Zločin a trest na předměstí (2000), Útěk do divočiny (2008) a Charlieho malá tajemství (2012).
Dne 12. prosince 1992 vystupoval jako host při koncertu velšského hudebníka a skladatele Johna Calea na Newyorské univerzitě. Později hrál na jeho albu Last Day on Earth (1994).